# SaveEcoBot
SaveEcoBot — перший в Україні екологічний бот для моніторингу інформації про дозвільні документи та процедури промислових та інших забруднювачів довкілля.

## Історія бота
SaveEcoBot — це волонтерський проект ініціативної групи Save Dnipro.
SaveEcoBot був запущений в Telegram та презентований 4 липня 2018 року групою активістів Save Dnipro та Міністром екології та природних ресурсів Остапом Семераком у прес-центрі Кабінету Міністрів України. 20 грудня вийшла версія боту для Facebook Messenger, Skype та Viber.
17 грудня 2018 року SaveEcoBot нагороджено відзнакою «Ecotransformation-2018» за вагомий внесок у «зелену» трансформацію держави, стимулювання екологічно безпечного виробництва та підтримку екофахівців.
5 березня 2019 року SaveEcoBot почав відслідковувати та інформуватиме про якість атмосферного повітря, обчислюючи індекс якості повітря (AQI).

## Доступні дані
SaveEcoBot може легко знайти та впорядкувати для вас наступну інформацію:
- Моніторинг реєстру ОВД (оцінка впливу на довкілля), в якому відображаються етапи проходження процедури екологічної оцінки планової діяльності підприємств.
- Дані про дозволи на викиди шкідливих речовин в атмосферне повітря стаціонарними джерелами підприємств-забруднювачів 1, 2 та 3 груп.
- Дані про спеціальні дозволи на користування надрами.
- Дані про дозволи на спеціальне водокористування.
- Дані про ліцензії на поводження з небезпечними відходами.
- Інформація про суб'єктів господарювання, які мають податковий борг.

## Інформація про якість атмосферного повітря
У січні та лютому 2019 року у місті Дніпрі та Києві учасниками ініціативної групи Save Dnipro, а також іншими небайдужими громадянами, було встановлено станції моніторингу забрудненості атмосферного повітря. Ці прилади вимірюють за п'ятьма показниками:
- дрібнодисперсний пил фракції 2.5 мкм (РМ2.5);
- дрібнодисперсний пил фракції 10 мкм (РМ10);
- температура повітря;
- відносна вологість;
- атмосферний тиск.

Дані з усіх станції поступають до серверу SaveEcoBot, де з них обчислюється індекс якості повітря.
Користувачі чат-боту SaveEcoBot відправляючи команду /air, мають можливість користуватися наступним функціоналом:
- зручно обирати доступні станції аналізу повітря;
- переглядати зручне відображення даних у вигляді індексу якості повітря AQI (air quality index);
- отримувати рекомендації та застереження про ризики для здоров'я;
- підписуватися на щогодинне оновлення даних або на дані збільшення рівня забрудненості повітря.

SaveEcoBot відслідковує інформацію про якість атмосферного повітря зі станції, які встановлено громадськими проєктами та/чи організаціями, органами місцевого самоврядування та іншими проєктами, а саме:
- Save Dnipro;
- Eco-City;
- Проєкт Luftdaten;
- КП "Центр екологічного моніторингу ДОР";
- Департамент екології та природних ресурсів Донецької ОДА;
- Сервіс AirVisual;
- Департамент екології та природних ресурсів Київської ОДА;
- Air Pollution;
- Бурштинський екологічний Канал;
- Kyiv Smart City.

На кінець жовтня 2019 року система SaveEcoBot збирає дані з 495 станцій моніторингу якості повітря.

## Користувачі
На середину листопада 2018 року сервісом користується більше 1 500 громадян.